# 普林格爾 (喬治亞州)
普林格爾（英語：Pringle）是位於美國喬治亞州華盛頓縣的一個非建制地區。該地的面積和人口皆未知。

## 地理
普林格爾的座標為32°48′01″N 82°38′04″W / 32.80028°N 82.63444°W，而該地的平均海拔高度為113米（即371英尺）。